# くにのあゆみ
『くにのあゆみ』は、連合国軍占領下の日本において、文部省によって1946年に上下2巻が発行された国民学校用の国史教科書であり、国定教科書制の下での最後の歴史教科書のひとつであるとともに、戦後に作成、使用された最初の歴史教科書のひとつである。それまでの記紀神話に基づく記述から始まる内容に代え、考古学を踏まえた記述や、民衆の生活への言及など、以降の歴史教科書の記述の先駆となる面も有していたが、当時の進歩的文化人や教員からは批判された。

## 成立の経緯
第二次世界大戦敗戦後の占領下、皇国史観に基づく従前の国史教科書に代わる内容が求められる中、文部省は1945年9月15日付で「新日本建設ノ教育方針』を出し、部内で「国史の教科書編纂について」という文書を作成するとともに、11月17日付で「国史教育ノ方針（案）」などを出して、軍国主義の排除と合理的・科学的な史実の扱い、天皇中心の政権交代史から社会経済史民衆史への転換を打ち出したが、他方では天皇中心の国家観も色濃く維持されており、12月31日には、連合国軍最高司令官総司令部 (GHQ) から日本史授業の停止指令が発令された。
1945年10月には、文部省図書監修官となっていた豊田武が中心となって『暫定初等国史（上・下）』の稿本が作成され、連合国軍最高司令官総司令部 (GHQ) に提出されたが、民間情報教育局 (CIE) の担当者であったジョゼフ・C・トレイナー (Joseph C. Trainor) は、神話の内容が残っているとしてこれを認めず、新たに文部省外の研究者によって日本史の教科書を編纂することを求めた。
執筆担当者には、古代から平安時代を担当する家永三郎、鎌倉から室町時代の森末義彰、江戸時代の岡田章雄、明治以降の大久保利謙の4名が選ばれ、1946年5月から執筆が始まった。
こうして、1946年9月に国民学校用歴史教科書として『くにのあゆみ（上・下）』、10月に中等学校用『日本の歴史（上・下）』、翌1947年1月から2月にかけてには師範学校用『日本歴史（上・下）』が刊行された。
このうち、古代から安土桃山時代を扱った『くにのあゆみ（上）』は国民学校初等科5年で、江戸時代以降を扱った『くにのあゆみ（下）』は初等科6年で用いられたほか、国民学校高等科1年、2年でも「くにのあゆみ」が用いられた。その後も、新制中学校の2年、3年用国史教科書としても使用され、1949年には1冊本となり、1952年まで補助教材とされていた。
『くにのあゆみ』の編纂を契機として国史教育は体系化が進んだが、このことは一面で、社会科の導入に対する国史教育関係者等の強い抵抗を生む契機となった。

## 内容
『くにのあゆみ』の全体的な構成の流れや、取り扱う事象は、従前の国定教科書であった『初等科国史』と大きくは変わっていないとされるが、歴史教育の目標が「皇国臣民としての自覚」の涵養から「歴史的事象に対する思考力と判断力」の養成へと転換したことを受けて、記述内容は大きく変わった。両者を対比すると、多くの記述が削除されたり、解釈を変更するため修正、追加されている。

## 評価と批判
『くにのあゆみ』は刊行後に大きな反響を呼び、例えば村川堅太郎は、経済史・文化史・風俗史を大幅に取り入れた点を高く評価した。
宮本百合子は1946年10月31日付の『婦人民主新聞』への寄稿で、『くにのあゆみ』が「東洋における覇権の争奪者としての日本を描き出す態度をすてて」いることを評価しつつ、他方で「歴史がすべすべで民族自体の気力を感じさせる溌剌さを欠いている」とも述べ、「必ずもう一度日本の歴史教科書は書き直されるべき」だと論じた。また、「歴史学的な根拠もとぼしい皇紀をやめて、西暦に統一して書かれたことは、この将来の展望の上からも妥当」などとも述べた。
1947年11月の対日理事会においては、ソビエト連邦や中華民国の代表が、日露戦争や日中戦争の記述について、日本の侵略性を隠蔽する意図があると抗議した。
『くにのあゆみ』を最も厳しく批判したのはマルクス主義に拠る唯物史観をとる歴史学者たちであった。高橋磌一は、一連の批判の論点を、官僚主体の編纂、日本民主化への意欲の欠落、神話的叙述の残存、皇室中心主義の4点に整理したが、そこでは、林基、井上清、羽仁五郎、石母田正、新村猛らの議論が踏まえられていた。

## 関連文献
- 家永三郎『「くにのあゆみ」編纂始末』民衆社、2001年、205頁。
- 井上清『くにのあゆみ批判 -正しい日本歴史-』解放社、1947年、345頁。
- 梅野正信『社会科歴史教科書成立史』日本図書センター、2004年、336頁。